# Philotrypesis marginalis
Philotrypesis marginalis är en stekelart som beskrevs av Priyadarsanan 2000. Philotrypesis marginalis ingår i släktet Philotrypesis och familjen fikonsteklar. Inga underarter finns listade i Catalogue of Life.